# Hatton Cross (metrostation)
Hatton Cross is een station van de metro van Londen aan de Piccadilly Line op de lijn naar de luchthaven Heathrow.

## Geschiedenis
Het station werd geopend op 19 juli 1975 in de eerste fase van de verlenging van de Piccadilly-lijn van Hounslow West naar Heathrow Airport en diende als eindpunt tot Heathrow Central op 16 december 1977 werd geopend. Bij de opening in 1975 was Hatton Cross het 279e station van de Underground, het hoogste totaal ooit. Door het afstoten van stations en de aanleg van nieuwe baanvakken staat de teller sinds 20 september 2021 op 272. 
Op 12 april 1986 werd ook, de toen geopende teminal 4 van British Airways, aangesloten op de metro. Hiertoe werd een enkelsporige lus geboord van Hatton Cross naar Heathrow Central (nu "Heathrow Terminals 2 & 3" genoemd) met een onderweg een perron bij de nieuwe terminal. De metrodienst naar de luchthaven reed vervolgens met de klok mee in een eenrichtingslus van Hatton Cross naar Terminal 4, naar Terminals 2 & 3 en terug naar Hatton Cross. Op 7 januari 2005 werden de lus en station terminal 4 gesloten om de bouw van de tunnels naar Terminal 5 mogelijk te maken. 
De metrodienst keerde terug naar tweerichtingsverkeer tussen Hatton Cross en het station Terminals 2 & 3 zoals in 1977. Tijdens de aansluiting van de tunnels naar Terminal 5 op de lus reed er een pendelbus tussen Hatton Cross en Terminal 4 reisden. De dienst over de lus werd hervat op 17 september 2006. Sinds 27 maart 2008, toen station Terminal 5 werd geopend, rijden de twaalf metro's per uur om en om via de lus. De ene helft doet Heathrow Terminal 4 aan en vervolgens Terminals 2 & 3, voordat ze terugkeren naar Londen. De andere helft rijdt naar Heathrow Terminal 5, via Terminals 2 & 3. Het ongeluk met British Airways-vlucht 38 vond plaats in 2008 net ten westen van Hatton Cross.

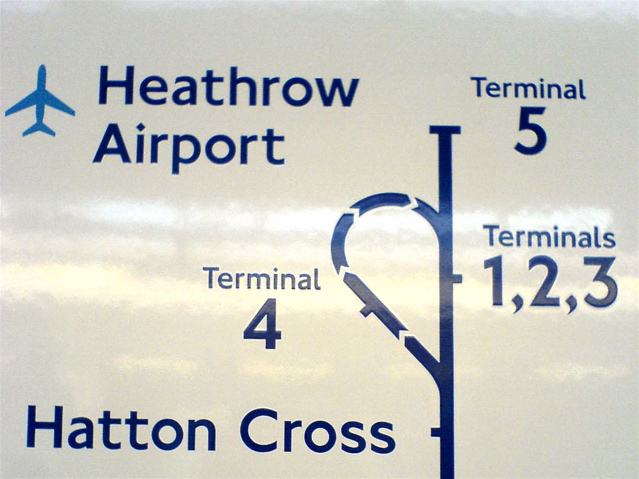
De routes ten westen van Hatton Cross
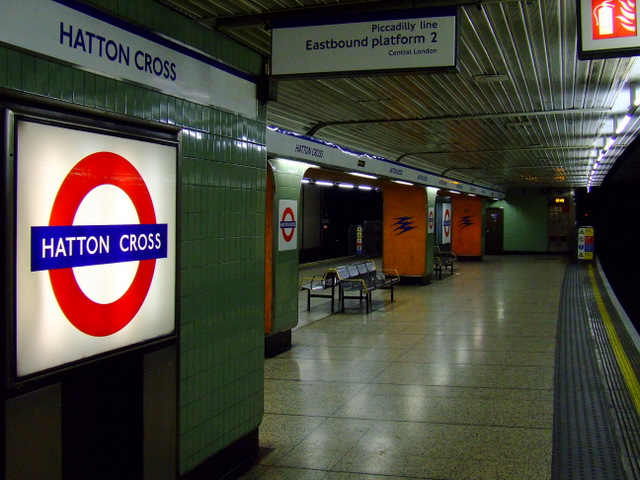
Het eilandperron met de speedbirds op de zuilen.
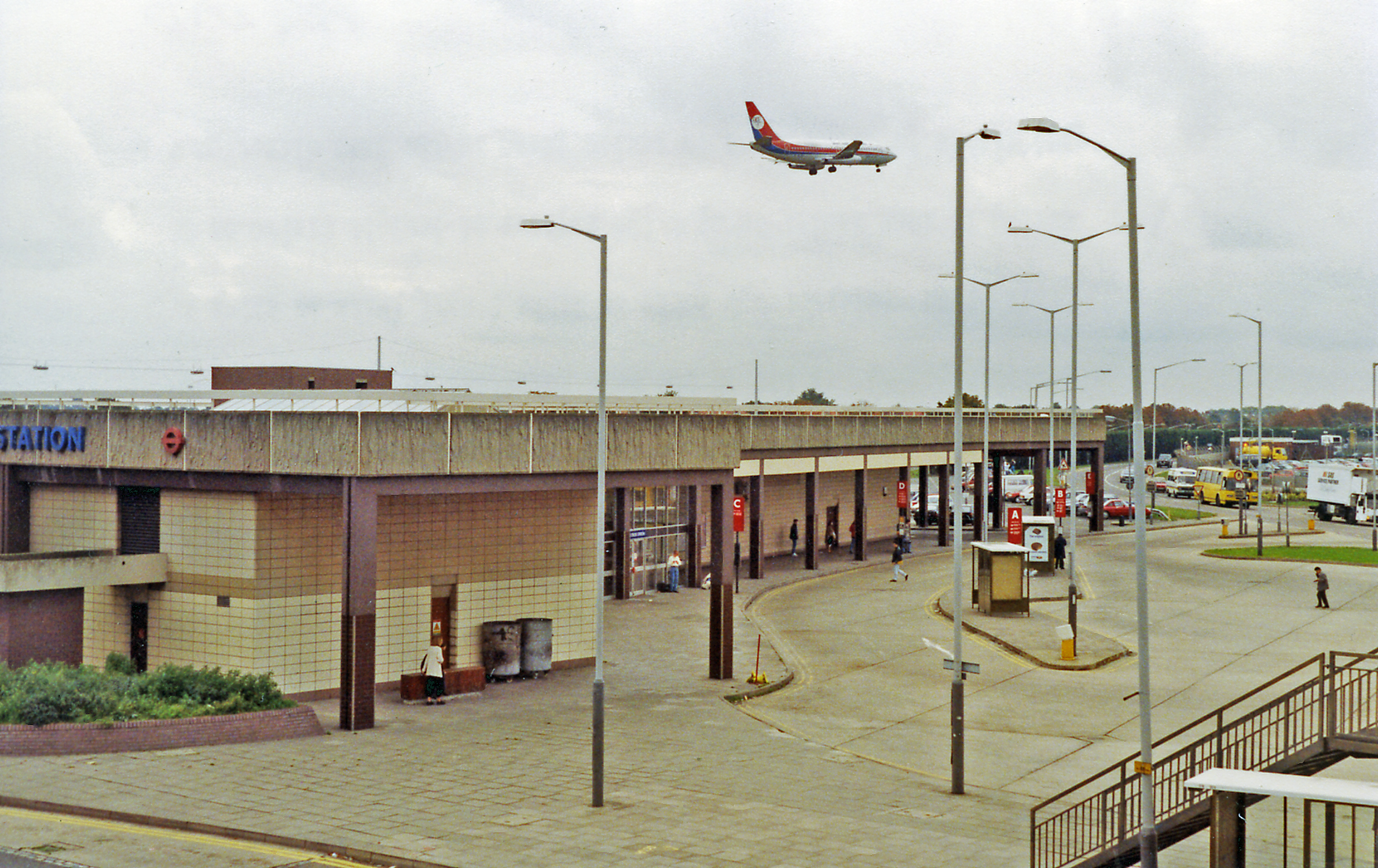

## Ligging en inrichting
Het station staat tussen de Great South West Road (A30) en de Heathrow Airport Southern Perimeter Road. Het station bedient een groot gebied, waaronder Feltham in het zuiden en Bedfont in het westen. Het station is genoemd naar het kruispunt van de Great South West Road en Hatton Road, dat op zijn beurt de naam heeft overgenomen van  het kruispunt op de voormalige koetsweg naar het zuidwesten.
Het station ligt zelf in het stadsdeel Hillingdon vlak ten noorden van een zeer kleine buurt in Hatton, in het stadsdeel Hounslow. Het bedrijfsterrein ten noorden van het station ligt gedeeltelijk binnen de luchthaven en bestaat voornamelijk uit luchtvaart gerelateerde pakhuizen en lichte industrie. Hatton Cross is ook het dichtstbijzijnde metrostation bij de populaire locatie voor het spotten van vliegtuigen aan Myrtle Avenue, en wordt om deze reden vaak gebruikt door vliegtuigspotters die naar het gebied reizen.
Het stationsgebouw, een brutalistische, betonnen en glazen doos van één laag, staat naast een druk busstation, dat de luchthaven en de omgeving bedient. De betonnen fries op dakniveau die het gebouw omringt, is het werk van de kunstenaar William Mitchell. Ondergronds liggen de sporen in een openbouwputtunnel aan weerszijden van het eilandperron. De zuilen op het perron zijn opgesierd met afbeeldingen van de speedbird, het logo van British Airways. 
Net ten oosten van het station komt de Piccadilly Line kort bovengronds om de rivier de Crane per brug over te steken en daalt dan weer af naar de tunnel richting Hounslow West. Direct ten westen van het perron ligt de splitsing van de lus en het doorgaande spoor naar Terminals 2,3 en terminal 5. Dit is te zien vanaf het einde van het westwaartse platform, de lus is hier niet op het andere spoor aangesloten.